# Naranjillo (Leoncio Prado)
Naranjillo es una ciudad ubicada 7 km de Tingo María y del centro-norte del Perú, Capital del distrito de Luyando en la provincia de Leoncio Prado en la Región de Huánuco, ubicada en la parte media del río Huallaga.

## Historia de Naranjillo
La historia 

## Origen del nombre
Naranjillo, según versiones de los colonos más antiguos de la zona, al avanzar los trabajos de la carretera de Tingo María hacia Pucallpa, los trocheros encontraron en aquel lugar una cantidad de plantas silvestres conocidas como naranjilla; desde entonces como ubicación del sitio, se empezó a conocerlos y designarlo como naranjilla. Posteriormente, al abrirse las nuevas trochas y construcción de las primeras casitas hechas a base materiales naturales de la zona,  se le cambió el nombre por “Naranjillo”, nombre que quedara denominado hasta la fecha. 
- Datos: Q2884961

1. ↑  Worldpostalcodes.org, código postal n.º 10141.